# Anelytra unica
Anelytra unica är en insektsart som beskrevs av Sigfrid Ingrisch 1998. Anelytra unica ingår i släktet Anelytra och familjen vårtbitare. Inga underarter finns listade i Catalogue of Life.